# Sundhedsplejerske
En sundhedsplejerske arbejder på skoler, i institutioner og i private hjem, hvor de rådgiver forældre omkring børnenes sundhedspleje.
Uddannelsen til sundhedsplejerske er en videreuddannelse for sygeplejersker, der varer 1,5 år. I 2005 gennemførte 42 sygeplejersker uddannelsen. Der findes i alt 2.247 sundhedsplejersker i Danmark.[kilde mangler]
Sundhedsplejersker er samlet i sygeplejerskernes fagforening Dansk Sygeplejeråd, som er medlem af Sundhedskartellet og FTF.
Sundhedsplejersker er endvidere underlagt Sundhedsvæsenets Patientklagenævn.

## Eksterne kilder og henvisninger
- UddannelsesGuidens information om uddannelsen som sundhedsplejerske Arkiveret 28. september 2007 hos  Wayback Machine
- UddannelsesGuidens information om arbejdet som sundhedsplejerske Arkiveret 28. september 2007 hos  Wayback Machine
- Dansk Sygeplejeråd Arkiveret 18. august 2007 hos  Wayback Machine
- Undervisningsministeriets bekendtgørelse af 29. august 1994 om videreuddannelse for sygeplejersker (sundhedsplejeuddannelsen)
- CVU Øresunds information om uddannelsen som sundhedsplejerske

| Sygepleje | Spire Denne artikel om sygepleje er en spire som bør udbygges. Du er velkommen til at hjælpe Wikipedia ved at udvide den. |